# Jugnet + Clairet
Anne Marie Jugnet, née en 1958 à La Clayette, et Alain Clairet, né en 1950 à Saint-Maur-des-Fossés, forment un couple d’artistes plasticiens français vivant et travaillant ensemble.

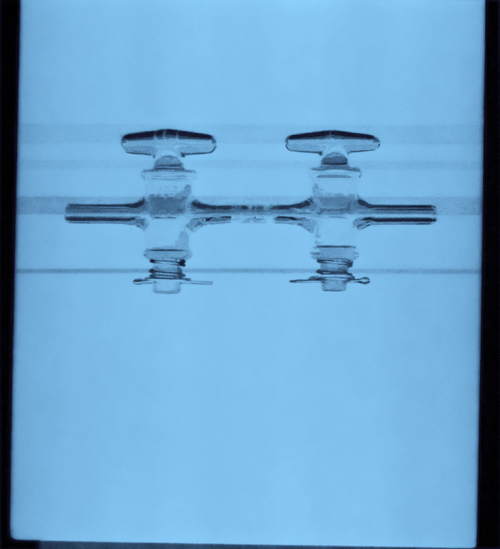
Still Life - Los Alamos #9-PB, 2010 Acrylique sur toile, bleu phosphorescent, 142,25 x 129.5 cm, Collection particulière, Paris

## Biographie et œuvre
Ils se rencontrent à New York en 1995 et collaborent à partir de 1997.
Après une série de photographies intitulée Les extravagants où ils mettent en scène leur couple, ils entament des travaux de langage sous forme de projections lumineuses et de néons, jouant sur le sens (double) des phrases et mettant en évidence la violence de certains mots ou groupes de mots (« Une conduite forcée »), ou encore révélant l’absurdité de certains énoncés (« Combien y a-t-il d’hommes le plus riche du monde ? »). Ils travaillent également sur la ponctuation tant en relation avec le sens des phrases qu’avec l’architecture du lieu. 
En 1998, voyageant fréquemment dans le sud-ouest américain, ils commencent une série de peintures d’après des plans de villes du désert (Tucson, AZ / Las Vegas, NV), en référence à la fois à la peinture américaine et au titre de l’œuvre d’Alfred Korzybski, Une carte n’est pas le territoire. 
De 2001 à 2004, ils exécutent de nouvelles séries de peintures regroupées sous le terme générique de TV Paintings (Tapes et Switch) : les Tapes décrivent les accidents et la neige électronique engendrée en début ou en fin de bandes vidéo, tandis que les Switch restituent le passage de l’image à la lumière lorsque l’on éteint la télévision (mémoire de l’image). En 2005, ils quittent Paris pour s’installer à Santa Fe, NM. Là, ils interrogent les catégories traditionnelles de la peinture (ce que pourraient être un paysage ou une nature morte contemporains), ainsi que les mythologies du Nouveau Mexique (les sunsets, la bombe atomique, les soucoupes volantes, les extra-terrestres).
À partir de 2012, ils élaborent une typologie des Brûlures de cigarette, ces marques autrefois apposées sur les films de manière à avertir le projectionniste d’un changement de bobine. Ils se serviront de ce répertoire afin de produire de nouvelles peintures, des installations vidéo et des néons.
Ils définissent leur travail comme protocolaire et processuel, menant une réflexion sur les modes de production et de représentation de l’image. Une œuvre à deux, volontairement multiple qui, au-delà d’une dimension autobiographique, explore puis développe ce qui échappe d’ordinaire à l’attention dans le monde environnant, et renvoie à l’intime d’une histoire de l’art. Les déserts, la rareté de l’information, les unités discrètes, les menus changements, les détails, les intervalles, les interstices… les marges, la survivance, la persistance et la mémoire de l’image en constituent l’univers. 
Leur œuvre se construit par séries. En 2000, Marc Donnadieu organise au Frac Haute-Normandie une exposition des Séries américaines. En 2001, la galerie Burnett Miller montre à Santa Monica, CA l’ensemble de leurs  photographies de Ciels. En 2003, Christian Bernard invite les artistes une première fois au MAMCO à Genève, où sont exposées les TV Paintings. De 2002 à 2010, la galerie Serge Le Borgne à Paris, ainsi que Stéphane Ackermann, agence d’art contemporain à Luxembourg, présentent chacune des séries réalisées durant cette période. En 2008, Enrico Lunghi organise au Casino - Forum d’art contemporain à Luxembourg une exposition monographique à caractère rétrospectif de leur œuvre. En 2013-14, ils sont conviés par Étienne Bernard au centre d’art contemporain Passerelle à Brest où ils dévoilent, déplient et rejouent selon l’espace, des ensembles complets d’œuvres picturales de 1999 à 2012 dans l’architecture d’Eugène Freyssinet, sous le titre Séries.

## Citation
« Ce n’est pas en questionnant la forme que l’on crée de nouvelles formes, mais en produisant les nouvelles conditions de leur émergence. Naissent alors d’autres figures et d’autres possibles. C’est dans ce questionnement de l’image (au bord de l’épuisement) que se situe notre réflexion. » J + C

## Études
- Anne Marie Jugnet : École nationale supérieure d'art de Bourges, diplôme national supérieur d’expression plastique, 1981
- Alain Clairet : Université de Paris X Nanterre, licence d’histoire de l’art, 1973, maîtrise d’esthétique, 1979

## Collections publiques
- Centre Pompidou - Musée national d’art moderne, Paris
- MAMCO - Musée d’art moderne et contemporain, Genève
- MUDAM - Musée d’Art Moderne Grand-Duc Jean, Luxembourg
- Centre national des arts plastiques, Paris
- Fonds national d’art contemporain, Paris
- Fonds régional d’art contemporain Languedoc-Roussillon
- Fonds régional d’art contemporain Haute-Normandie
- Fonds régional d’art contemporain des Pays de la Loire
- Fonds régional d’art contemporain Rhône-Alpes
- Fonds régional d'art contemporain Provence-Alpes-Côtes d'Azur
- Musée de La Roche-sur-Yon